# Chrysobothris dolata
Chrysobothris dolata es una especie de escarabajo del género Chrysobothris, familia Buprestidae. Fue descrita científicamente por Horn en 1886.
Se encuentra en América del Norte.
Las larvas se encuentran en coníferas (pinos, abeto blanco y abeto de Douglas).